# خرافة النباتية
خرافة النباتية كتاب من تأليف الباحثة والروائية النسوية ليير كيث  وترجمة عمر فايد، ظلت الكاتبة متبعة للنظام النّباتي طيلة عشرين عامًا ولكن سرعان ما غيّرت من جميع أفكارها ومعتقداتها الذّاتية لتتخلّص تدريجيًا من هذه الرؤية التي بنت بينها وبين العالم قطيعة كبيرة. أحدث هذا الكتاب جدلًا واسعًا منذ صدوره وأربك الكثير من معتنقي النظام النباتي ووصل الأمر إلى تهديد صاحبته بالقتل كما أفادت في عدة لقاءات.
صدر الكتاب بنسخته الإنجليزية في صيف عام 2009 وترجم إلى عدد من اللغات نظرا للإقبال الشديد عليه، منها الألمانية والفرنسية والإيطالية والإسبانية والسويدية ومؤخراً الترجمة العربية التي صدرت الطبعة الأولى منها عن صفحة سبعة للنشر والتوزيع في ديسمبر 2019، وقد حقق الكتاب مبيعات بآلاف النسخ، وحظت نسخته الإنجليزية بشهرة واسعة، قبل ترجمته للعربية ويتاح لكافة الناطقين بها. يتكون الكتاب من خمسة فصول.

## نبذة من كلمة المترجم
| خرافة النباتية                         | فالتفاصيل التي ألمت بها الكاتبة طوال رحلة بحثها عن الحقيقة المجردة هي تفاصيل مشوقة حرفيًا ومعلومات جديدة وصادمة.. دون قصد من الكاتبة أن تجعل طرحها مثير أو غير مألوف، فكانت ثمرة بحثها هذه بعيدة عن صياح وحشد النباتيين، وعجرفة وتضليل الشركات الكبرى والتي جعلتها أشبه بمن مشي على الحبل في طريقه لاكتناز المعرفة. فسردت مع تجربتها هذه أروع التفاصيل والمعلومات والحقائق والتي كانت أكثر من ممتعة ومقنعة بالنسبة لي. انطلقت الكاتبة من فلسفة مجردة عن كيف بدأ أمر الطبيعة على الأرض وكيف تطورت وانمحت فصائل وأنواع كاملة بسبب الزراعة، ليتكشف عندي مفهومًا جديداً لامس فطرتي، أن الزراعة مع إنها ضاربة بجذورها في أعماق التاريخ إلا إنها أمر طارئ فيه، وخُيل إلينا مع طول الأمد أنها الطبيعة والفطرة السليمة وأنها السبيل الوحيد للحياة، وما هي إلا إفناء لها. وطرحت الكاتبة بديلاً عنها الزراعة المتعددة المستدامة التي أجدها الحل الأنسب لضرب أكثر من عصفور بحجر واحد بيئيًا وصحيًا واجتماعيًا. ومع أن الكاتبة خالفت أفكار ووجهات نظر متأصلة عندي في مناحٍ أخرى تتعلق بالأديان والنسوية والتطور وزيادة السكان وربطت بينها وبين لب الموضوع، إلا أنها لم تخِل باللوحة الكاملة والنسق العام للكتاب وخرجت أفكارها متسلسلة من ذهنٍ متقد، وما يخصنا فيها جوهر حديثها عن النباتية. | خرافة النباتية |
| — نبذة من كلمة المترجم في مستهل الكتاب | |                |

## فصول الكتاب
- الفصل الأول: لما هذا الكتاب؟ 5
- الفصل الثاني: النباتيون الأخلاقيون	25
- الفصل الثالث: النباتيون السياسيون	159
- الفصل الرابع: النباتيون الغذائيون	231
- الفصل الخامس: حتى ننقذ العالم	407
- المراجع 455
- الهوامش 457

## وصلات خارجية
- الكتاب المترجم على موقع دار صفحة سبعة للنشر والتوزيع
- لقاء مع الكاتبة حول الكتاب
- مراجعة لكتاب خرافة النباتية على قناة ظل كتاب